# Канбаук – Міянггалай – Янгон
Канбаук – Міянггалай – Янгон – газопровідна система у М'янмі, яка наразі забезпечує подачу споживачам блакитного палива з офшорних родовищ.
У середині 1980-х почалась подача до столичного Янгону природного газу з родовищ у долині Іраваді. За кілька років, у 1988-му, проклали газопровід від Янгону на північний схід до Сітаунга, де працював целюлозно-паперовий комбінат. Він мав довжину 108 км та був майже повністю виконаний в діаметрі 250 мм, за виключенням ділянки довжиною 15 км з діаметром 200 мм.
В 1994-му проклали наступну ділянку системи довжиною 140 км від Сітаунга до Міянггалай. Більше половини її траси також мало діаметр 250 мм, 36 км виконали в діаметрі 200 мм, а завершальний відтинок між Татхоун та Міянггалай довжиною 27 км мав показник у 150 мм. Серед споживачів, які отримали завдяки цьому доступ до блакитного палива, можливо вказати на ТЕС Татхоун і цементні заводи у Татхоун та Міянггалай (останній в 1990-х якраз пройшов розширення зі збільшенням потужності у 4 рази). Враховуючи збільшення обсягів транспортування, в 1998-му ділянку Янгон – Сітаунг підсилили за рахунок другої нитки завдовжки 105 км з діаметром 250 мм (хоча на 9 км використали труби діаметром 350 мм).  
Наприкінці 1990-х років у Андаманському морі почалась розробка двох офшорних родовищ, газопроводи від яких виходили на суходіл в районі Канбаук та далі прямували до таїландського кордону. Хоча сусідня країна розглядалась як основний споживач ресурсу, проте певну частину блакитного палива виділили для внутрішніх користувачів. Задля цього в 2001 році ввели в дію трубопровід від Канбаук до Міянггалай довжиною 290 км та діаметром 500 мм. Враховуючи незначний діаметр старого газопроводу від Міянггалай у 2002-му проклали перемичку Міянггалай – Татхоун довжиною 23 км та діаметром 350 мм, а в подальшому спорудили ділянку Міянггалай – Янгон в діаметрі 500мм. 
Вже на початку 2010-х років 500-мм газопровід Канбаук – Янгон потребував серйозного ремонту. Ситуація не змінилась і станом на 2017-й, коли пропускна здатність цієї нитки не перевищувала 0,7 млн м3 на добу, тоді як відновлювальні роботи через нестачу фінансування тривали зі швидкістю від 16 до 48 км на рік. Втім, можливо відзначити, що у 2010-му став до ладу газопровід Ядана – Янгон, який напряму подав до столиці ресурс одного з офшорних родовищ.
В Янгоні блакитне паливо передусім необхідне об’єктам електроенергетики, як державним (ТЕС Ахлон, ТЕС Хлавга, ТЕС Йвама, ТЕС Такета), так і приватним (ТЕС Ахлон від Toyo Thai, ТЕС Такета від U-Energy  та інші).
Що стосується інших споживачів, можливо відзначити, що в 2014-су стала до ладу ТЕС Молам'яйн, а в 2019-му потужність ТЕС Татхоун суттєво зросла завдяки запуску нового блоку. Водночас, не працюють цементний завод у Татхоун (з 2016-го) та целюлозно-паперовий комбінат у Сіттаунг (з 2017-го), тоді як цементний завод у Міянггалай з 2018-го перевів свою електростанцію на вугілля.